# Trichopelma nitidum
Trichopelma nitidum är en spindelart som beskrevs av Simon 1888. Trichopelma nitidum ingår i släktet Trichopelma och familjen Barychelidae. Inga underarter finns listade i Catalogue of Life.